# Vesec (Veliš)
Vesec je malá vesnice, část obce Veliš v okrese Jičín. Nachází se asi 1 km na jihovýchod od Veliše. V roce 2009 zde bylo evidováno 20 adres. V roce 2001 zde trvale žilo 33 obyvatel.
Vesec leží v katastrálním území Vesec u Jičína o rozloze 1,74 km2.